# Poderosas (telenovela)
Poderosas é uma telenovela portuguesa produzida pela SP Televisão que foi exibida pela SIC de 18 de maio de 2015 a 20 de maio de 2016, sendo substituída por Rainha das Flores. É a "18.ª novela" do canal.
Escrita por Patrícia Müller e mais tarde por Pedro Lopes, tem a colaboração de Catarina Dias, Elisabete Moreira, Manuel Carneiro, Catarina Peixoto, Patrícia Castanheira, Sara Simões e Victor Elias como guionistas, a direção de Hugo Xavier, a direção de atores de Sílvia Filipe e a direção de produção de Bruno Oliveira.
Conta com Maria João Luís, Rogério Samora, Margarida Marinho, Soraia Chaves, Joana Ribeiro, Tomás Alves, Rui Mendes e Jorge Corrula nos papéis principais.

## Sinopse
| Fases | Fases | Episódios | Episódios | Originalmente exibido  | Originalmente exibido  |
| Fases | Fases | Episódios | Episódios | Estreia da temporada   | Final da temporada     |
| ----- | ----- | --------- | --------- | ---------------------- | ---------------------- |
|       | 1     | 134       | 134       | 18 de maio de 2015     | 18 de novembro de 2015 |
|       | 2     | 162       | 162       | 19 de novembro de 2015 | 20 de maio de 2016     |

Esta é a história de três mulheres com diferentes motivos que se unem para se vingar de um homem. Amélia, Jacinta e Luísa são as Poderosas. José Maria o alvo a abater. A primeira viu a sua mãe morrer e quer justiça. A segunda foi enganada e presa injustamente. A terceira quer proteger a família e o património. As três têm de enfrentar o lado mais esperto e mais perigoso de José Maria, mas ele não é o único obstáculo a ultrapassar.
Amélia, a mais cerebral, é a cabecilha do grupo, tem de lidar com um passado que vive no presente. Inventa uma mulher que não existe e adota esse papel todos os dias a todas as horas. É obrigada a obedecer a José Maria, é obrigada a olhar para o pai que a abandonou, é obrigada a fingir quase vinte e quatro horas que é só uma secretária perfeita. Mas vai chegar o dia em que surge algo mais sagrado que a sede de justiça. O que será mais poderoso? A vingança ou o sangue?
Já Jacinta, a mais madura, é também a presa mais fácil para o vilão. Uma parte dela quer justiça, mas existe um outro lado. O lado que ainda ama José Maria, o lado que ainda sonha com uma família feliz numa casa de campo. Entre a espada e a parede, entre a vingança e o amor de José Maria, Jacinta vai ter de optar. O que será mais poderoso? A vingança ou o sonho?
Luísa, a mais nova e intempestiva, quer cumprir o que prometeu ao pai no leito de morte: proteger a família, nomeadamente a sua mãe Marina que está cega de amor, apaixonando-se por José Maria. Sente o peso dessa promessa todos os dias. E sente a leveza do amor de Dinis. É como se a vida a afundasse e a fizesse levitar ao mesmo tempo. Luísa é obrigada a uma escolha: salvar a família e honrar a memória do pai ou viver feliz com o grande amor da sua vida. O que será mais poderoso? A vingança ou o amor?
Querem coisas diferentes. Sentem coisas diferentes. Pensam de formas diferentes. Mas juntas são mais fortes. Juntas, Amélia, Luísa e Jacinta têm o poder de fazer justiça, de destruir o homem que mais as prejudicou. Juntas, podem mudar o mundo. O que será mais poderoso? A vontade de três mulheres ou o destino?

## Elenco

### Elenco principal
| Ator/Atriz        | Personagem                   |
| ----------------- | ---------------------------- |
| Maria João Luís   | Jacinta Lourenço             |
| Rogério Samora    | José Maria de Sousa e Ataíde |
| Margarida Marinho | Marina Nogueira              |
| Soraia Chaves     | Amélia Henriques             |
| Joana Ribeiro     | Luísa Nogueira               |
| Tomás Alves       | Dinis Lourenço               |
| Rui Mendes        | Homero de Sousa e Ataíde     |
| Jorge Corrula     | Miguel de Sousa e Ataíde     |

### Elenco recorrente
| Ator/Atriz         | Personagem                   |
| ------------------ | ---------------------------- |
| João Jesus         | Gonçalo Nogueira             |
| Ana Nave           | Valquíria Dias               |
| Julie Sergeant     | Virgínia Matos               |
| Joaquim Nicolau    | Alfredo Dias                 |
| Pedro Sousa        | Rúben José Dias              |
| Mafalda Tavares    | Cecília Dias                 |
| Rita Loureiro      | Olga Mendonça                |
| Sara Barros Leitão | Inês Mendonça                |
| Ângelo Rodrigues   | Salomão Silva                |
| Adriano Luz        | Julião Rocha                 |
| Miguel Bogalho     | Julião Rocha Júnior          |
| Dânia Neto         | Bruna Filipa Rocha de Mamede |
| Rui Melo           | David Mamede                 |
| Andreia Dinis      | Mónica Pereira               |
| Manuel Cavaco      | António Sousa                |
| Tiago Aldeia       | Manuel Sousa                 |
| Lia Carvalho       | Violeta Barros               |
| Inês Costa         | Rosa                         |
| Filipa Louceiro    | Alice/Dália                  |

### Participação especial
| Ator                 | Personagem     |
| -------------------- | -------------- |
| Sofia Sá da Bandeira | Lídia          |
| João Mota            | Henrique Gomes |

### Elenco adicional
- Afonso Vilela - Samuel Pereira
- Alexander Tuji Nam - chinês
- Alexandre da Silva - João Gomes
- Ana Rita Clara - Inspetora Joana
- Ana Brinca - Acompanhante de luxo
- António Camelier - Alexandre
- Carla Chambel - Dália Henriques (mãe de Amélia)
- Carla Bolito - Ilda
- Cláudio Henriques - Agente da PSP
- Cristina Cunha - Fátima
- Cristina Lopes - Sr.ª Costa
- Daniel Garcia - Graciano (homem idoso que é ajudado)
- Elsa Valentim - Teresa
- Emília Silvestre - vizinha Isaura
- Eurico Lopes - Pedro
- Filipa Gordo - namorada de Julião
- Heitor Lourenço - cirurgião que opera Gonçalo após o acidente
- Hugo Costa Ramos - Gustavo
- Joana Pais de Brito - enfermeira
- João Pedro Dantas - Amigo de Gonçalo
- Jorge Estreia - marido de Sofia
- Jorge Oliveira - Dr. Braga
- Jorge Sequerra - Fernando
- Juana Pereira da Silva - Rita
- Júlio César - Ex-Marido de Lídia
- Kiara Timas - Matilde (empregada de Marina)
- Laura Dutra
- Leonor Alcácer - Sofia
- Luís Mascarenhas - Dr. Ribeiro (médico)
- Marcantonio Del Carlo - Vasco Santos
- Maria D'Aires - Augusta
- Maria Isabel Bastos - cliente do clube de Virgínia
- Martinho Silva - José Maria de Sousa e Ataíde (jovem)
- Miguel Costa - Vítor
- Miguel Raposo - Carlos
- Paula Só - Marta
- Paulo Dias - fotógrafo (fotógrafo no casamento de José Maria e Marina)
- Raimundo Cosme - Nélio
- Renata Belo - Amélia Henriques (jovem)
- Rita Alagão - Arlete
- Rita Jardim - Jacinta Lourenço (jovem)
- Rosa Bela
- Teresa Faria - Clotilde
- Teresa Macedo - Olga Mendonça (jovem)
- Abílio Béjinha - Paulo Morais

## Produção
A novela teve como título provisório "Poderosas", que mais tarde se tornou o título oficial.
As gravações decorreram nos estúdios da SP Televisão, em Kuala Lumpur e Langkawi na Malásia e em Lisboa. Foram gravados 300 episódios de produção.

## Exibição
Poderosas estreou na 2.ª faixa de novelas a 18 de maio de 2015, sendo a primeira novela na 2.ª faixa de novelas da SIC. Divida em 2 fases, terminou a 20 de maio de 2016 com 298 episódios de exibição, sendo substituída por Rainha das Flores.
Foi reposta madrugadas da SIC desde 3 de outubro de 2017 substituindo Perfeito Coração e sendo substituída NCIS: New Orleans.

### Exibição internacional
Foi exibida no Brasil pela SIC Internacional de 25 de maio de 2015 a 24 de junho de 2016.

## Banda sonora
- Blue Red - "Poderosas" (Genérico)
- D.A.M.A - "Ás vezes"
- Carlão - "Os tais"
- Miguel Araújo - "Balada Astral"
- Mikkel Solnado - "Get Up"
- Diogo Piçarra - "Breve"
- Diogo Piçarra - "Café Curto"
- Carminho - "Saia Rodada"
- António Chainho & Vanessa da Matta - "Aprender a sorrir"
- Ala dos Namorados - "Samba do Crime"

## Audiências
Poderosas estreou a 18 de maio de 2015 com 13,1% de audiência e 28,6% de share, com cerca de 1 milhão e 271 mil espectadores, na vice-liderança.
No segundo episódio Poderosas entrou pela primeira vez em confronto com a novela concorrente da TVI e marcou 12,4% de audiência e 27,2% de share, com cerca de 1 milhão e 199 mil espectadores, na vice-liderança.
No dia 19 de junho (sexta), Poderosas impulsionada por Mar Salgado bate recorde e registou 11,7% de audiência e 28,3% de share, com cerca de 1 milhão e 136 mil espectadores, na liderança.
No dia 27 de julho (segunda), Poderosas garantiu a liderança no horário, com 10,8% de audiência e 23,7% de share, com cerca de 1 milhão e 49 mil espectadores.
No dia 1 de setembro (terça), Poderosas impulsionada por Mar Salgado manteve recorde e registou 11,7% de audiência e 24,2% de share, com cerca de 1 milhão e 134 mil espectadores, mas permaneceu na vice-liderança.
A partir de novembro, aliado às mudanças efetuadas no enredo, começou a registar subidas consecutivas. No dia 19 de novembro de 2015 (quinta), episódio em que Zé Maria é revelado como vilão, Poderosas registou 8,2% de audiência e 23,7% de share, com cerca de 792 mil espectadores, na liderança. No dia seguinte Poderosas permaneceu na liderança, com 9,3% de audiência e 25,5% de share, com cerca de 896 mil espectadores.
Terminou a 20 de maio de 2016 com 10,3% de audiência e 26,8% de share, com cerca de 994 mil espectadores, na vice-liderança.
| Média | Média     | Episódios exibidos | Rating | Share | Ref.   |
| ----- | --------- | ------------------ | ------ | ----- | ------ |
| 2015  | Maio      | 10                 | 9,8%   | 23,3% | [ 17 ] |
| 2015  | Junho     | 22                 | 8,6%   | 21,3% | [ 17 ] |
| 2015  | Julho     | 24                 | 9,7%   | 22,2% | [ 17 ] |
| 2015  | Agosto    | 21                 | 10,6%  | 23,5% | [ 17 ] |
| 2015  | Setembro  | 22                 | 9,5%   | 22,9% | [ 17 ] |
| 2015  | Outubro   | 22                 | 7,8%   | 20,8% | [ 17 ] |
| 2015  | Novembro  | 23                 | 7,5%   | 20,4% | ...    |
| 2015  | Dezembro  | 24                 | 7,5%   | 19,6% | ...    |
| 2016  | Janeiro   | 24                 | 7,3%   | 18,7% | [ 18 ] |
| 2016  | Fevereiro | 25                 | 7,7%   | 19,8% | [ 18 ] |
| 2016  | Março     | 30                 | 8,8%   | 24,8% | [ 19 ] |
| 2016  | Abril     | 30                 | 9,1%   | 25,0% | [ 20 ] |
| 2016  | Maio      | 19                 | 8,4%   | 22,3% | [ 21 ] |
| Total | Total     | 296                | 8,6%   | 21,9% | ...    |

## Prémios
| Ano  | Prémio                       | Categoria                            | Por                | Resultado |
| ---- | ---------------------------- | ------------------------------------ | ------------------ | --------- |
| 2015 | 2ª Edição dos Prémios Áquila | Melhor Telenovela                    | Poderosas          | Indicado  |
| 2015 | 2ª Edição dos Prémios Áquila | Melhor Ator Principal em Televisão   | João Jesus         | Indicado  |
| 2015 | 2ª Edição dos Prémios Áquila | Melhor Ator Principal em Televisão   | Rogério Samora     | Indicado  |
| 2015 | 2ª Edição dos Prémios Áquila | Melhor Atriz Principal em Televisão  | Joana Ribeiro      | Indicado  |
| 2015 | 2ª Edição dos Prémios Áquila | Melhor Atriz Principal em Televisão  | Maria João Luís    | Indicado  |
| 2015 | 2ª Edição dos Prémios Áquila | Melhor Ator Secundário em Televisão  | Jorge Corrula      | Indicado  |
| 2015 | 2ª Edição dos Prémios Áquila | Melhor Atriz Secundária em Televisão | Lia Carvalho       | Indicado  |
| 2015 | 2ª Edição dos Prémios Áquila | Melhor Atriz Secundária em Televisão | Sara Barros Leitão | Indicado  |